# Sersa Am 843
De Am 843 is een dieselhydraulische locomotief van het type G 1700-2 BB van de Sersa Group.

## Geschiedenis
De locomotieven werden door ontworpen uit het type G 1202 en DE 1002 en verder ontwikkeld door Vossloh, vroeger bekend als Maschinenbau Kiel (MaK). Sersa Group verzorgt de bouw en onderhoud van spoorweginfrastructuur in met name Zwitserland.

## Constructie en techniek
De locomotief heeft een stalen frame. De dieselmotor een Caterpillar van het type 3512B DI-TA-SCAC met een gereduceerd vermogen van 1500 kW. De transmissie is een Voith van het type L 5r4 zseU2. Deze locomotieven kunnen tot vier stuks gecombineerd rijden.

### Nummers
De locomotieven worden door de Sersa als volgt genummerd en ingezet bij de volgende bedrijfsonderdeel:
- Vossloh 1001210: in 2005 overgenomen van Mitsui Rail Capital Europe (MRCE) - ex Mittelweserbahn GmbH (MWB) 2301. Sinds oktober 2009 verhuurd aan SBB Cargo
- Vossloh 5001488: in 2005 overgenomen van Mitsui Rail Capital Europe (MRCE) - ex Mittelweserbahn GmbH (MWB) 2303.
- Am 843 151 - 153: Railinfrastructuur, vervoer van treinen bestemd voor het onderhoud aan alle spoorlijnen in Zwitserland.